# Quinethazone
Quinethazone (INN, tên thương hiệu Hydromox) là một loại thuốc lợi tiểu giống thiazide được sử dụng để điều trị tăng huyết áp. Các tác dụng phụ thường gặp bao gồm chóng mặt, khô miệng, buồn nôn và nồng độ kali thấp.